# Malé Přílepy
Malé Přílepy (deutsch Klein Pschilep, auch Klein Přilep) ist ein Ortsteil der Gemeinde Chyňava in Tschechien. Er liegt sieben Kilometer nordöstlich von Beroun und gehört zum Okres Beroun.

## Geographie

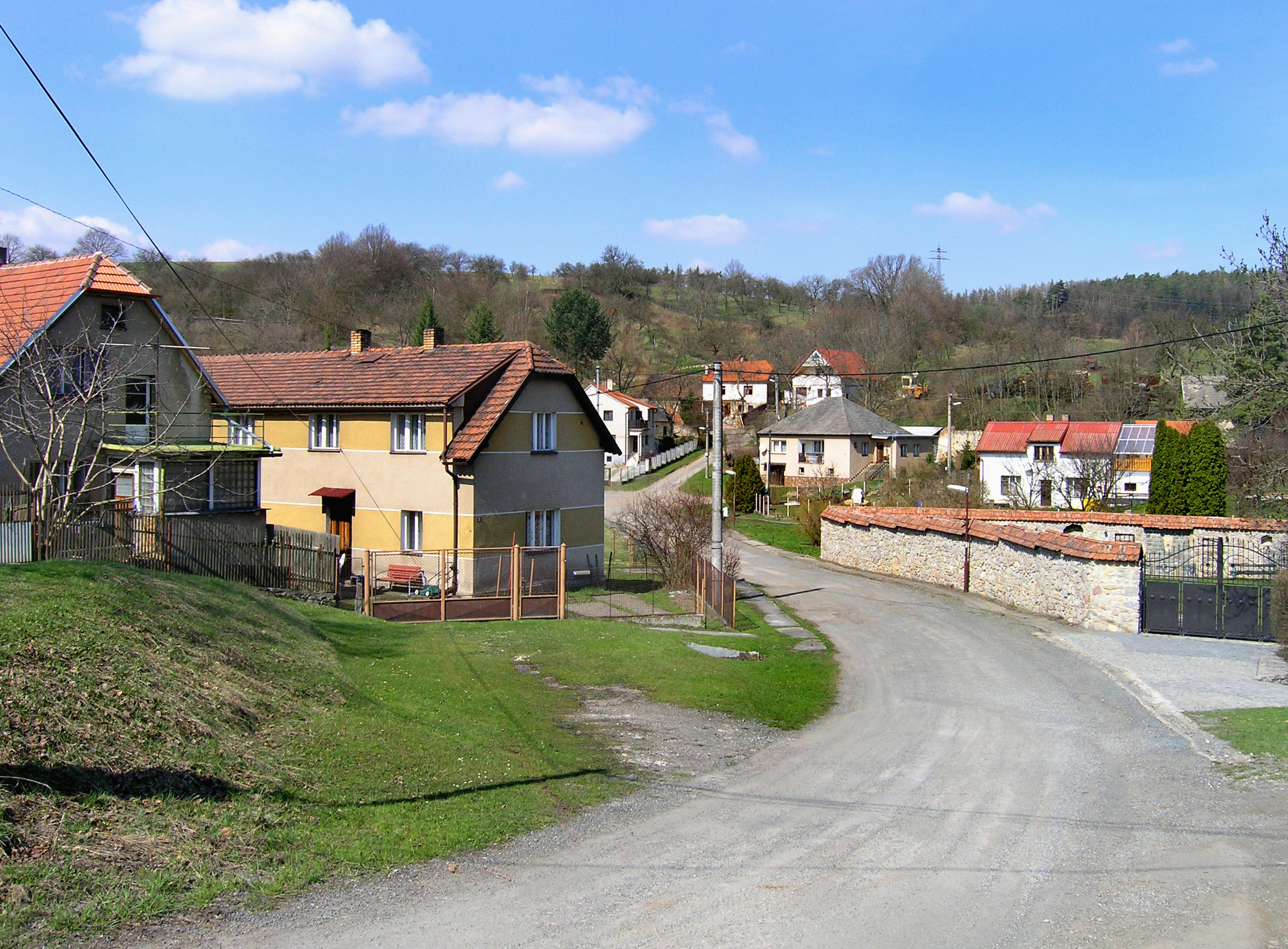
Blick auf den nördlichen Teil von Malé Přílepy

Malé Přílepy befindet sich linksseitig über dem Tal des Baches Přílepský potok in der Křivoklátská vrchovina (Pürglitzer Bergland). Gegen Norden erstreckt sich der Naturpark Povodí Kačáku. Nördlich erhebt sich die Chrbina (460 m n.m.), im Nordosten die Oborka (362 m n.m.) und der Velký vrch (389 m n.m.), südöstlich der Hřeben (431 m n.m.), im Süden der Velký vrch (429 m n.m.) und eine namenlose Kuppe (462 m n.m.) mit Aussichtsturm, südwestlich der Malý Plešivec (446 m n.m.), im Westen die Kamenná (467 m n.m.) sowie nordwestlich die Hůrka (461 m n.m.). Anderthalb Kilometer westlich verläuft die Staatsstraße II/118 zwischen Kladno und Beroun.
Nachbarorte sind Nebuz, Podkozí, Mirodol und Dolní Podkozí im Norden, Rejnov, V Mladinách und Nenačovice im Nordosten, Pece I und Pece II im Osten, Chrustenice, Loděnice und Jánská im Südosten, Na Lesích, Na Malé Vráži und Vráž im Süden, Lhotka u Berouna, U Lhotky, Vápenice, V Libinách und Hýskov im Südwesten, Železná im Westen sowie Chyňava und Libečov im Nordwesten.

## Geschichte
Die erste schriftliche Erwähnung des kurz zuvor gegründeten Dorfes Przilep erfolgte im Jahre 1357 im Zusammenhang mit einem dem Domkapitel des hl. Veit gehörigen Hof. Besitzer des Dorfes war zu dieser Zeit der sächsische Kurfürst Rudolf II., er schenkte Psilep prope Weronam 1359 dem Domkapitel. Während der Hussitenkriege wurde Przilep dem Domkapitel entzogen und gelangte an weltliche Besitzer. Kaiser Sigismund bestätigte 1436 das Gut Przilep als Besitz des Beneš von Kladno. Seit dem 15. Jahrhundert erfolgte in der Umgebung des Dorfes Eisensteinbergbau. Dabei wurde auch in der zweiten Hälfte des 15. Jahrhunderts das Steinkohlenlager bei Przilep entdeckt und seit 1463 abgebaut. Im Jahre 1461 kaufte das Domkapitel das Dorf zurück. 1507 erwarb das Domkapitel von Ladislav von Sternberg auch die Dörfer Chrášťany, Železná und Libečov. Nachdem das Kapitel 1667 auch das landtafelige Erblehngut Chrášťany mit der Feste von den Grafen Kolowrat-Libštejnský erworben hatte, wurde Przilep Teil der neuen Herrschaft Chrášťany. Zur Unterscheidung von einem weiteren, zur selben Herrschaft gehörigen Dorf Przilep wurden diese als Groß und Klein Przilep unterschieden. Zu Beginn des 19. Jahrhunderts setzte bei Klein Przilep ein intensiver Abbau der Steinkohle ein. Zu den Bergbautreibenden gehörte auch der Bergmann Johann Wania, der später die Steinkohlenlagerstätte Kladno entdeckte. Außerdem wurde der vorkommende feste Sandstein zu Mühlsteinen verarbeitet.
Im Jahre 1844 bestand das im Rakonitzer Kreis gelegene Dorf Klein-Přilep bzw. Malý Přjlepy aus 42 Häusern mit 385 Einwohnern. Im Ort gab es ein obrigkeitliches Schichtamt für den Steinkohlenbergbau sowie ein Wirtshaus. Teils von der Obrigkeit, teils durch Privatgewerke wurden bei Klein-Přilep 14 Steinkohlenzechen betrieben. Pfarrort war Železna. Bis zur Mitte des 19. Jahrhunderts blieb Klein-Přilep der Herrschaft Chrasstian untertänig.
Nach der Aufhebung der Patrimonialherrschaften bildete Malé Přílepy / Klein Přilep ab 1850 eine Gemeinde im Gerichtsbezirk Unhošť. 1868 wurde das Dorf dem Bezirk Smichow zugeordnet. 1893 wurde Malé Přílepy Teil des neu gebildeten Bezirkes Kladno. Zum Ende des 19. Jahrhunderts war die kleine Steinkohlenlagerstätte bereits zu großen Teilen erschöpft. 1920 nahm der Pilsener Bergmann Václav Maule den stillgelegten Steinkohlenbergbau bei Malé Přílepy wieder auf und eröffnete die Grube Bartoš mit 20 Beschäftigten, die jedoch gegen die Konkurrenz der Kladnoer Gruben chancenlos war. Die oberen anderthalb Meter des vier Meter starken Flözes waren verwittert und unbrauchbar. Bereits 1921 musste Maule sein Unternehmen stilllegen. Während der deutschen Besetzung erfolgten durch Prager Unternehmer erneute erfolglose Schürfversuche unter den Namen Karolína bzw. Na Oblači. Im Zuge der Gemeindegebietsreform von 1949 wurde Malé Přílepy dem Okres Beroun zugeordnet. 1953 nahm die Jednotné zemědělské družstvo (JZD) Malé Přílepy bei der ehemaligen Grube Bartoš einen oberflächennahen Steinkohlenabbau auf, wobei die gewonnene Kohle als Heizmaterial für Dampfschiffe verwendet wurde. Der Steinkohlenabbau wurde in den 1960er Jahren wieder eingestellt. Am 1. Jänner 1980 erfolgte die Eingemeindung nach Chyňava.
Im Jahre 1991 hatte das Dorf 163 Einwohner, beim Zensus von 2001 lebten in den 93 Wohnhäusern 158 Personen.

## Ortsgliederung
Der Ortsteil Malé Přílepy besteht aus den Grundsiedlungseinheiten Malé Přílepy und V Mladinách, er bildet zugleich einen Katastralbezirk. Zu Malé Přílepy gehört außerdem die Einschicht Nebuz.

## Sehenswürdigkeiten
- Kapelle auf dem Dorfplatz

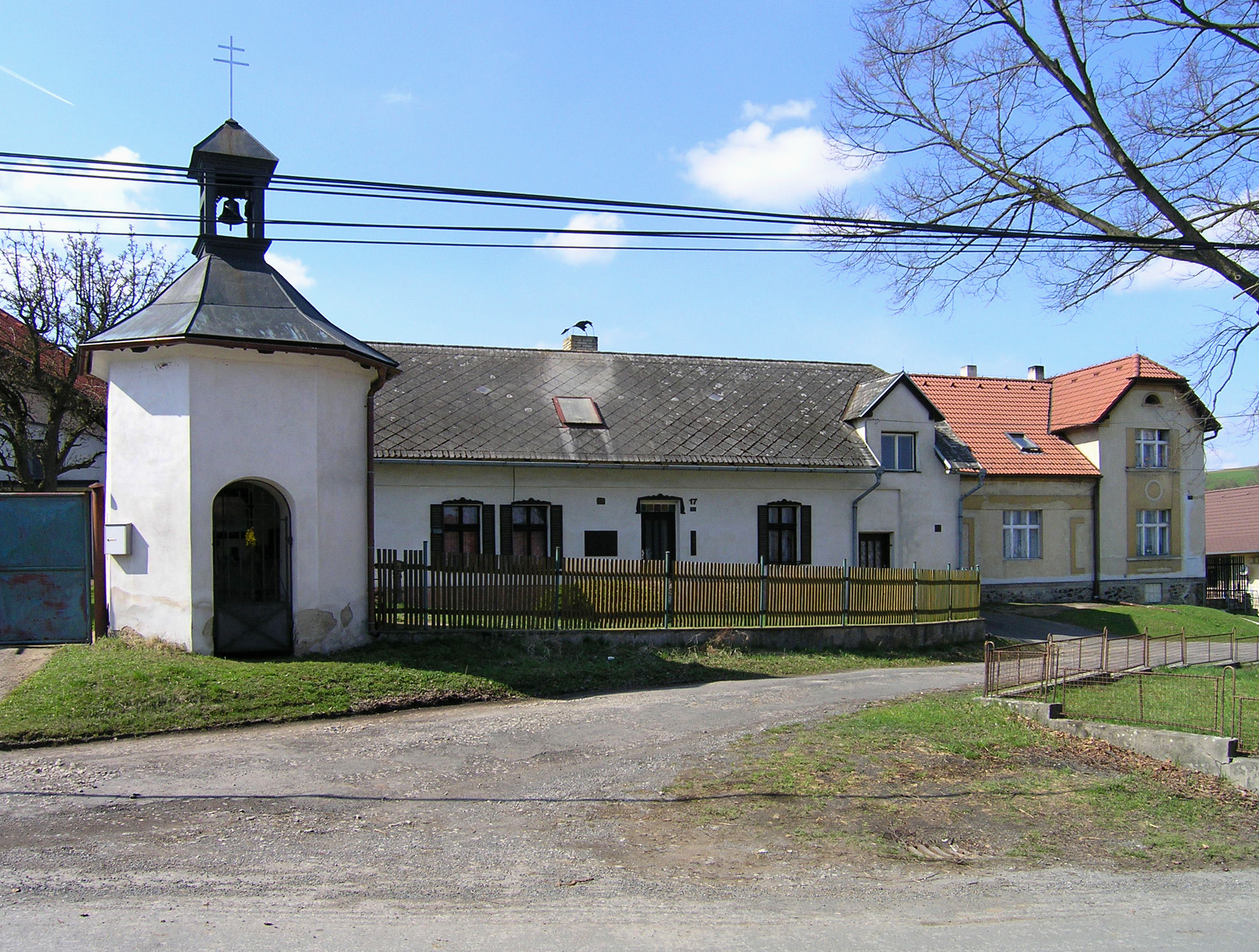
Kapelle in Malé Přílepy

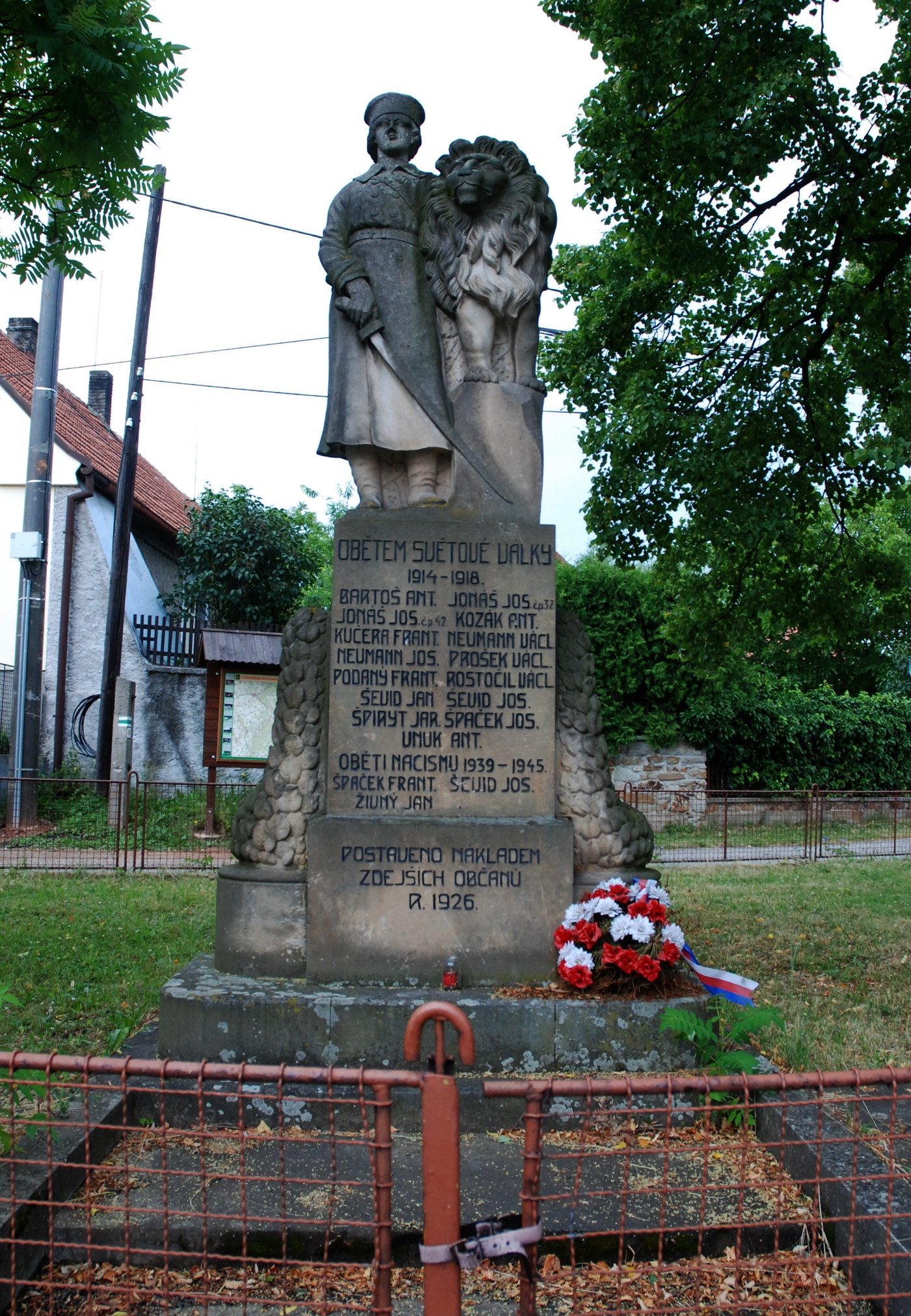
Denkmal für die Opfer beider Weltkriege

- Gedenkstein für die Gefallenen beider Weltkriege
- Aussichtsturm Lhotka u Berouna, südlich des Dorfes auf einer Kuppe

## Söhne und Töchter der Gemeinde
- Josef Bartoš (1861–1924), Redakteur und Übersetzer
- František Russ (1835–1910), Bergingenieur und Bürgermeister von Priwoz